# The Peel Sessions
The Peel Sessions prvi je EP britanskog goregrind-sastava Carcass. Diskografska kuća Strange Fruit objavila ga je 2. siječnja 1989.

## Popis pjesama
| 1. | »Creptating Bowel Erosion« | 5:10 |
| 2. | »Slash Dementia«           | 3:26 |

| Strana B | Strana B                                | Strana B | Strana B | Strana B | Strana B | Strana B | Strana B | Strana B | Strana B |
| Br.      | Skladba                                 | Trajanje |          |          |          |          |          |          |          |
| -------- | --------------------------------------- | -------- | -------- | -------- | -------- | -------- | -------- | -------- | -------- |
| 3.       | »Cadaveric Incubatkr of Endo Parasites« | 3:18     |          |          |          |          |          |          |          |
| 4.       | »Reek of Putrefaction«                  | 3:34     |          |          |          |          |          |          |          |
| 15:28    |                                         |          |          |          |          |          |          |          |          |

## Zasluge
Carcass
- W.G. Thorax Embalmer – gitara, vokal
- J. Offalmangler – bas-gitara, vokal
- K. Grumegargler – bubnjevi, vokal

Ostalo osoblje
- Dale Griffin – produkcija
- Mike Robinson – inženjer zvuka